# Milan Mačvan
Milan Mačvan (in serbo Милан Мачван?; Vukovar, 16 novembre 1989) è un ex cestista e politico serbo.

## Carriera
È stato selezionato dai Cleveland Cavaliers al secondo giro del Draft NBA 2011 (54ª scelta assoluta).

### Club
Nella stagione 2015-16 è ingaggiato con un contratto biennale dalla società Olimpia Milano.

### Nazionale
Ai XXXI Olimpiade nel 2016 conquista la medaglia d'argento sconfitto in finale dagli USA.

## Palmarès

### Squadra
- Campionato israeliano: 1

Maccabi Tel Aviv: 2010-11
- Campionato serbo: 1

Partizan Belgrado: 2011-12
- Campionato turco: 1

Galatasaray: 2012-13
- Coppa di Israele: 1

Maccabi Tel Aviv: 2010-11
- Coppa di Serbia: 1

Partizan Belgrado: 2012
- Campionato italiano: 1

Olimpia Milano: 2015-16
- Campionato tedesco: 2

Bayern Monaco: 2017-18, 2018-19
- Coppa Italia: 2

Olimpia Milano: 2016, 2017
- Coppa di Germania: 1

Bayern Monaco: 2018
- Supercoppa italiana: 1

Olimpia Milano: 2016
- FIBA Asia Champions Cup: 1

Alvark Tokyo: 2019

### Nazionale
- Argento olimpico:

Rio 2016

### Individuale
- ULEB Eurocup Rising Star: 1

Hemofarm Vršac: 2008-09
- Košarkaška liga Srbije MVP playoffs: 1

Partizan Belgrado: 2014-15